# Alfred Chevalier
Pour les articles homonymes, voir Chevalier.
Alfred Omer François Joseph Chevalier , né à Houdain, le 12 mai 1844 et décédé le 31 mars 1921 à Saint-Ghislain fut un homme politique belge francophone libéral.
Il fut industriel.
Il fut échevin et bourgmestre de Saint-Ghislain et membre du parlement.

## Sources
- Het Belgisch parlement 1894-1969, P.Van Molle, Gand, Erasmus, 1969.
- Biografisch repertorium der Belgische parlementairen, senatoren en volksvertegenwoordigers 1830 tot 1.8.1965, R. Devuldere, Gand, R.U.G., thèse de licence en histoire inédite, 1965.